# American-Football-Europameisterschaft der Frauen
Die American-Football-Europameisterschaft der Frauen (offizieller Name IFAF Europe Women’s European Championship) ist ein Turnier für Frauen-Nationalmannschaften der europäischen American-Football-Verbände. Die erste Austragung des Turniers fand im Jahr 2015 statt. Im August 2019 fand die zweite Europameisterschaft in Großbritannien statt. Die dritte Europameisterschaft wird 2023/24 im Ligaformat ausgetragen. Spanien sicherte sich vorzeitig den Titel.

## Die Turniere im Überblick
| Jahr    | Ort                  | Europameister | Zweiter Platz  | Dritter Platz | Teilnehmer |
| ------- | -------------------- | ------------- | -------------- | ------------- | ---------- |
| 2015    | Granada Spanien      | Finnland      | Großbritannien | Deutschland   | 7          |
| 2019    | Leeds Großbritannien | Finnland      | Großbritannien | Schweden      | 4          |
| 2023/24 | –                    | Spanien       | Großbritannien | Finnland      | 5          |
| 2025/26 | –                    |               |                |               | 4          |

## Medaillenspiegel
| Rang | Team           | Gold | Silber | Bronze | Teilnahmen | Teilnahmen |
| Rang | Team           | Gold | Silber | Bronze | Endrunde   | Quali      |
| ---- | -------------- | ---- | ------ | ------ | ---------- | ---------- |
| 1.   | Finnland       | 2    | 0      | 1      | 3          | 2          |
| 2.   | Spanien        | 1    | 0      | 0      | 2          | 1          |
| 3.   | Großbritannien | 0    | 3      | 0      | 3          | 2          |
| 4.   | Schweden       | 0    | 0      | 1      | 3          | 2          |
| 4.   | Deutschland    | 0    | 0      | 1      | 2          | 1          |
| 6.   | Österreich     | 0    | 0      | 0      | 2          | 2          |
| 7.   | Russland       | 0    | 0      | 0      | 0          | 1          |